# زرد خشويية
زرد خشويية هي قرية في مقاطعة لنجان، إيران. يقدر عدد سكانها بـ 372 نسمة بحسب إحصاء 2016.